# Industrie ardoisière au pays de Galles

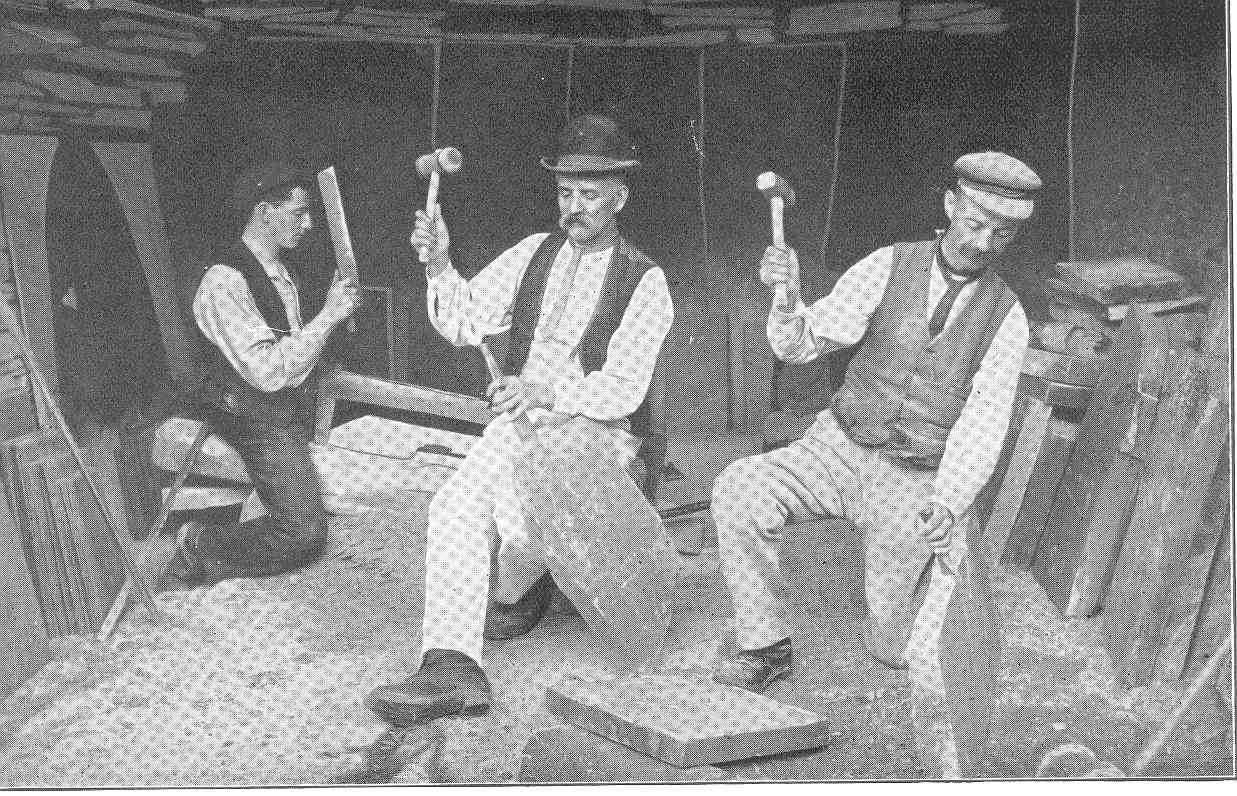
La séparation des blocs au marteau et au burin pour la fabrication d'ardoises de toiture exigeait une grande dextérité. Le procédé ne fut pas mécanisé avant la deuxième moitié du XXe siècle, et certaines ardoises sont aujourd'hui encore produites de cette façon. Ci-dessus : des ouvriers d'une des carrières de Dinorwig, vers 1910.

Les débuts de l'industrie ardoisière au pays de Galles remontent à la conquête de la Grande-Bretagne par les Romains, au Ier siècle, lorsque ceux-ci eurent recours à l'ardoise  pour la couverture du toit du fort de Segontium, sur le site de l'actuelle ville de Caernarfon. L'ardoise fut ensuite utilisée de manière sporadique jusqu'au début du XVIIIe siècle, époque à partir de laquelle son exploitation fut mise en œuvre à plus grande échelle, jusqu'à atteindre son apogée à la fin du XIXe siècle. Les ardoisières les plus importantes étaient alors situées dans le nord-ouest du pays de Galles, avec notamment les carrières de Penrhyn (dans les environs de Bethesda), de Dinorwig (près de Llanberis) et celles des environs de Nantlle. La petite ville de Blaenau Ffestiniog, littéralement enclavée dans les déchets d'exploitation, était le siège de carrières souterraines très importantes. Penrhyn et Dinorwig constituaient à l'époque les plus grosses carrières d'ardoise du monde, et la mine d'Oakeley à Blaenau Ffestiniog, la mine ardoisière la plus importante à l'échelle du globe. Si l'ardoise est utilisée principalement pour la toiture, elle sert aussi à d'autres usages, notamment le pavage des sols et la fabrication de plans de travail ou de pierres tombales, pour lesquels elle est produite sous la forme de dalles plus épaisses.
Jusqu'à la fin du XVIIIe siècle, l'ardoise était extraite en petites quantités par des groupes d'ouvriers carriers qui versaient une redevance aux propriétaires des domaines. Les ardoises étaient alors acheminées par chariot jusqu'aux ports et, de là, exportées vers l'Angleterre, l'Irlande ou, dans une moindre mesure, la France. C'est à partir des années 1780, quand les propriétaires se mirent à exploiter eux-mêmes leurs ardoisières, que la production commença véritablement à décoller, pour prendre son plein essor à compter des années 1830, à la suite de l'abrogation en 1831 de la taxe d'État sur les exportations d'ardoise. L'expansion de l'industrie ardoisière fut ensuite d'autant plus rapide qu'elle bénéficia de la construction de chemins de fer à voie étroite, qui permirent de faciliter grandement l'acheminement de la production jusqu'aux ports.
Au cours de la deuxième moitié du XIXe siècle, l'industrie ardoisière fut sans conteste le secteur économique dominant du nord-ouest du pays de Galles, la production étant beaucoup moins importante dans le reste du pays. Elle atteignit son zénith en 1898, avec la production d'un demi-million de tonnes d'ardoise par une main d'œuvre globale de 17 000 ouvriers, pour ensuite commencer à décliner à l'aube du XXe siècle, avec l'éclatement d'un conflit social majeur qui dura trois ans, de 1900 à 1903. Ensuite, la Première Guerre mondiale entraîna une réduction importante du nombre d'employés dans le secteur, puis la crise de 1929 et la Seconde Guerre mondiale menèrent à la fermeture de nombreuses petites ardoisières. Enfin, la concurrence d'autres matériaux de toiture, en particulier la tuile, conduisit à la fermeture de la plupart des grandes ardoisières dans les années 1960 et 1970. Aujourd'hui, l'industrie ardoisière est toujours présente au pays de Galles, mais sur une échelle beaucoup plus restreinte qu'autrefois.

## Origines

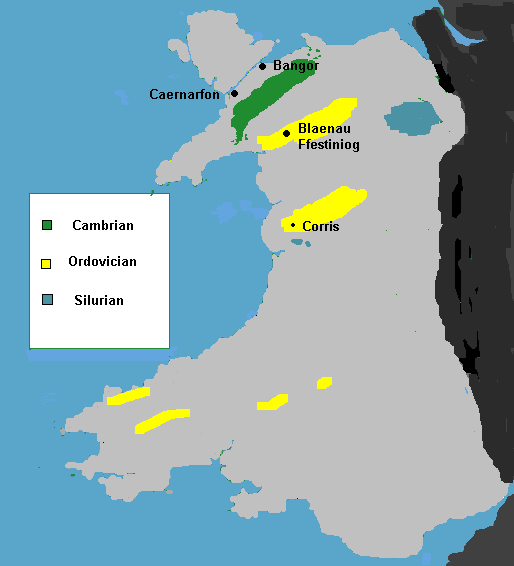
Les gisements d'ardoise les plus importants du pays de Galles sont ceux de l'ère du Cambrien, situés dans le sud de Bangor et Caernarfon, et ceux de l'ère de l'Ordovicien aux alentours de Blaenau Ffestiniog.

Les gisements d'ardoise au pays de Galles se sont formés au cours des trois premières périodes de l'ère géologique du Paléozoïque : le Cambrien, l'Ordovicien et le Silurien. Les gisements de la période du Cambrien s'étendent, dans le nord-ouest du pays de Galles, de la ville maritime de Conwy jusqu'aux environs de Criccieth; ces gisements furent exploités dans les carrières de Penrhyn, de Dinorwig et dans la vallée de Nantlle. On trouve par ailleurs des gisements de cette période de moindre importance dans la région d'Anglesey, à l'extrême nord du pays de Galles. Les gisements de la période géologique de l'Ordovicien, situés également dans le Sud-Ouest, s'étendent de la ville de Betws-y-Coed à la ville côtière de Porthmadog; ceux-ci furent surtout exploités autour de Blaenau Ffestiniog. On trouve d'autres bancs d'ardoise datant de cette ère géologique plus au Sud, de Llangynog au village de Aberdyfi, exploités principalement dans les environs de Aberdyfi ; on trouve aussi quelques affleurements du côté de Pembrokeshire. Les gisements de la période du Silurien, quant à eux, se situent plus à l'est, dans la vallée de Dee et aux abords de Machynlleth.
Les premières utilisations de l'ardoise comme matériel de construction et de toiture remontent à la période romaine. Le toit du fort de Segontium, situé à l'emplacement de l'actuelle ville de Caernarfon, était à l'origine fait de tuiles, mais le niveau supérieur du fort était composé d'ardoise, servant à la fois à la toiture et au dallage. Les gisements d'ardoise les plus proches se situant à moins huit kilomètres dans la région de Cilgwyn, l'ardoise, se trouvant sur place, n'était que peu utilisée. Durant l'époque médiévale apparaissent de petites exploitations ardoisières dans divers endroits. La carrière de Cilgwyn dans la vallée de Nantlle date du XIIe siècle, et on pense qu'elle constitue la plus vieille carrière du pays de Galles.

## À l'heure actuelle
En 2009, très peu de carrières sont encore en activité. Un certain nombre d'endroits liés à l'industrie de l'ardoise sont devenus des musées, le principal étant situé dans Dinorwig. À Blaenau, il est possible de visiter les Llechwedd Slate Caverns (en), qui retracent le parcours de l'ardoise, de son extraction à sa sortie des ateliers. Au sud de Caernarfon, les ateliers Inigo Jones, datant de l'âge d'or des carrières de Nantlle, spécialisés à l'époque dans la gravure et l'émaillage, présentent un beau musée. On peut visiter les ateliers, où l'on grave des pierres tombales et où l'ardoise est toujours taillée.
D'un point de vue plus industriel, Welsh Slate est l'exploitant majoritaire. Trois gammes sont produites :
- dalles et parements
- ardoise de couverture
- granulats

Les sites en exploitation en juillet 2009 sont principalement Penrhyn (ateliers de fendage), Nantlle - Pen yr Orsedd (réexploitation des déchets en production de granulat), Oakeley et Cwt-y-Bugail (ateliers de sciage), toutes deux situées à Blaenau.
Le paysage d’ardoise du nord-ouest du pays de Galles est inscrit sur la liste du patrimoine mondial par l'UNESCO le 28 juillet 2021.